# Carl Albert Loosli

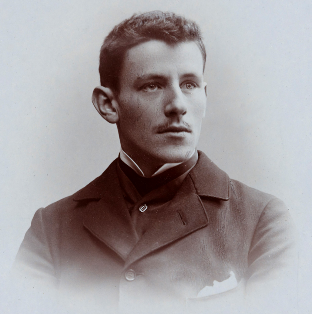
Carl Arbert Loosli (um 1898)

Carl Albert Loosli (* 5. April 1877 in Schüpfen, Kanton Bern; † 22. Mai 1959 in Bern-Bümpliz) war ein Schweizer Schriftsteller und Journalist.

## Leben und Schaffen
Unehelich geboren, verbrachte Loosli mehrere Jahre in Jugendanstalten, unter anderem im Schloss Trachselwald. Zeitlebens blieb er unangepasst und, aus der Sicht der damaligen Gesellschaft, widerständig. In seinem Werk finden sich daher immer wieder Anklagen gegen Ausgrenzungen und Disziplinierungen von gesellschaftlichen Aussenseitern; so prangerte er in verschiedenen Werken die Untersuchungshaft und das Anstaltswesen an und setzte sich für die Schaffung eines Jugendstrafrechts ein.
Loosli war sowohl als Schriftsteller wie auch als Publizist und Journalist tätig. Seine ersten Publikationen erschienen noch unter dem Pseudonym Carl Trebla. Selber mit dem Berner Sprachforscher Emanuel Friedli befreundet, schrieb er auch ein paar Werke im Emmentaler Dialekt. Mit den Mundartwerken vertrat er ein eigenes Verständnis von Heimatliteratur, das Sentimentalität bewusst mied.
Der zweisprachig Aufgewachsene nahm schon vor 1914 den drohenden Graben zwischen Deutschschweiz und Westschweiz wahr, der durch die Abfärbung der Gegnerschaft von Frankreich und Deutschland auf die schweizerische Gesellschaft entstand, und versuchte – ähnlich wie Carl Spitteler – mit einer Streitschrift (Ist die Schweiz regenerationsbedürftig?) dagegen anzugehen. Dies trug ihm teils erbitterte Feindseligkeit in der Deutschschweiz ein, während er in der Westschweiz in hohem Ansehen blieb.
Eine Sammlung von Zeitungsartikeln (Bümpliz und die Welt, 1906) verschaffte Loosli das Etikett des «Philosophen von Bümpliz». 1912 folgte die erwähnte Streitschrift zum Selbstverständnis der Schweiz, die eine lange Reihe von anklagenden literarischen Werken und Reformen anmahnenden Schriften einleitete. Immer wieder kreisten letztere um die Arbeitserziehungsanstalten, die Looslis Jugend stark geprägt hatten, und um ein zeitgemässes Jugendrecht. Daneben befasste sich Loosli auch mit Fragen der Tages- und der Sprachpolitik. Bis in seine letzten Lebensjahre war er noch publizistisch tätig, zuletzt oft in Form von offenen Briefen. Viele seiner Werke sind programmatische Anklagen gegen die Gesellschaft, weshalb sich Loosli selbst als «den unliterarischsten aller schweizerischen Schriftsteller» sah.

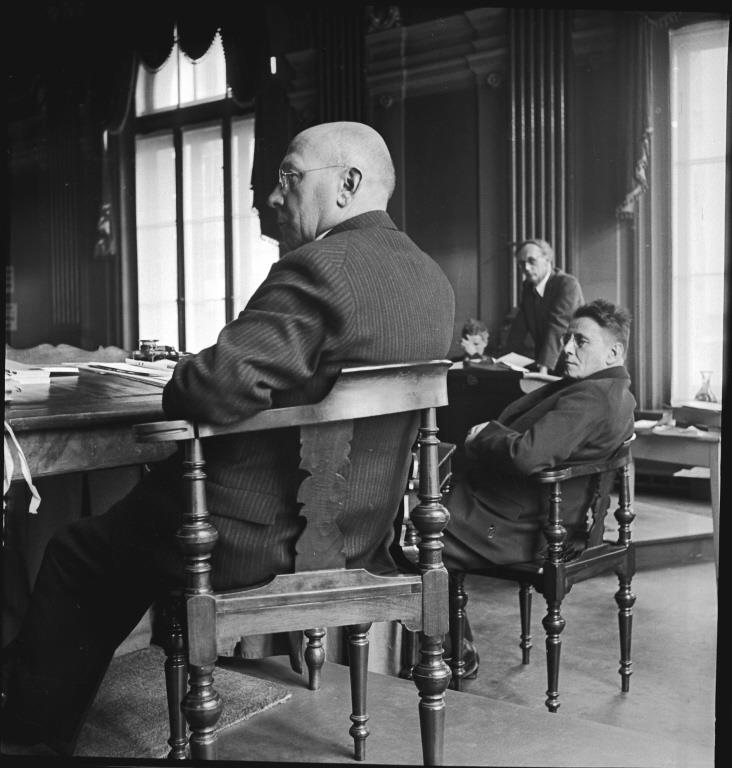
Carl Albert Loosli beim Prozess um die Protokolle der Weisen von Zion als Experte zwischen dem Richter Walter Meyer, der ihn berufen hat, und dem Sachverständigen der jüdischen Kläger, Arthur Baumgarten (stehend)

1927 erschien Looslis gegen den Antisemitismus gerichtete Schrift Die schlimmen Juden! Der Schweizerische Israelitische Gemeindebund kaufte 300 Exemplare des Buches, eine Entscheidung, die dem jüdischen Rechtsanwalt David Farbstein aus Zürich missfiel. Er führte ins Feld, der Titel sei bedenklich, und kritisierte zudem Looslis Wunschvorstellung einer Assimilation der jüdischen Bevölkerung, weil er mit dieser Option eine Preisgabe der jüdischen Identität befürchtete. Looslis Schrift Die schlimmen Juden! qualifizierte den Autor zum Sachverständigen in dem 1935 in Bern geführten Prozess um die Protokolle der Weisen von Zion. Wenngleich er schon damals forderte, dass die Verunglimpfung der Juden, wie die jeder Minderheit, gesetzlich untersagt werden solle, sah er doch in der «Judenfrage» einen wirklichen «gesellschaftlichen Übelstand». Als Lösung des Übelstandes schlug er 1927 die «durchgehende Gleichberechtigung» der jüdischen Bevölkerung vor, die deren Aufgehen im «Ariertum» «binnen verhältnismässig kurzer Zeit» bewirke. Die Postulierung der vollständigen Assimilation an das «Wirtsvolk» wurde von jüdischer Seite in der Folge kritisiert als Forderung nach der Selbstauflösung des Judentums. Loosli sah die Unhaltbarkeit seines Postulats ein und revidierte seine Position 1930 in der Artikelserie Die Juden und wir: Nicht um vollständige Assimilation sei es ihm gegangen, sondern um «Anpassung an die Mehrheit», um «Adaption», und diese sei «eine Frage der verfassungsrechtlich gewährleisteten Glaubens- und Gewissensfreiheit». Angesichts des nationalsozialistischen Antisemitismus klagte er 1936 dann über die zu grosse Anpassungwilligkeit des deutschen «Assimilationsjudentums». Die schwankende Haltung in der Assimilationsfrage hat Loosli dem hartnäckigen Vorurteil ausgesetzt, ein an sich antisemitisch denkender Philosemit zu sein.
Looslis Nachlass wird im Schweizerischen Literaturarchiv sowie im Archiv für Zeitgeschichte in Zürich aufbewahrt. In den letzten Jahren sind gesammelte Werke Looslis im Rotpunktverlag erschienen: eine siebenbändige Werkausgabe (2006–2009), der Gedichtband Mys Ämmital (2009), Loosli für die Jackentasche (2010) mit Geschichten, Gedichten und Satiren sowie der Kriminalroman Die Schattmattbauern (2011). Eine Handvoll seiner Werke wurde später von Emil Zbinden mit Holzschnitten illustriert.
2022 wurde im Berner Bremgartenfriedhof eine Stele in Erinnerung an Carl Albert Loosli aufgestellt. Dort war seine Asche 1959 auf dem Grab seiner 1950 verstorbenen Frau Ida beigesetzt worden.

## Werke

### Gesammelte Werke
- Werkausgabe in 7 Bänden. Hrsg. von Fredi Lerch und Erwin Marti. Rotpunktverlag, Zürich 2006–2009, ISBN 978-3-85869-337-2 (für die komplette Ausgabe).[8]
  - Band 1: Anstaltsleben. Verdingkinder und Jugendrecht. 2006, ISBN 978-3-85869-330-3.
  - Band 2: Administrativjustiz. Strafrecht und Strafvollzug. 2007, ISBN 978-3-85869-331-0.
  - Band 3: Die Schattmattbauern. Kriminalroman. 2006, ISBN 978-3-85869-332-7.
  - Band 4: Gotthelfhandel. Literatur und Literaturpolitik. 2007, ISBN 978-3-85869-333-4.
  - Band 5: Bümpliz und die Welt. Demokratie zwischen den Fronten. 2009, ISBN 978-3-85869-334-1.
  - Band 6: Judenhetze. Judentum und Antisemitismus. 2008, ISBN 978-3-85869-335-8.
  - Band 7: Hodlers Welt. Kunst und Kunstpolitik. 2008, ISBN 978-3-85869-336-5.

### Einzelausgaben
- unter dem Pseudonym Carl Trebla: Über sexuelle Hygiene. Reformverlag, Bern 1903.
- unter dem Pseudonym Carl Trebla: Reiseskizzen und Erinnerungen.Kommissionsverlag Neukomm & Zimmermann, Bern 1903.
- Bümpliz und die Welt. Benteli, Bern-Bümpliz 1906.
- Der Narrenspiegel, vorgehalten von C.A.L. Unions-Druckerei, Bern 1908.
- Mys Dörfli. Francke, Bern 1909.
- Üse Drätti. Francke, Bern 1910.
- Mys Ämmitaw. Gedichte. Francke, Bern 1911.
- Die Schweizerische Kunsthetze. Beleuchtet und kommentiert. Haller, Bern 1912.
- Ist die Schweiz regenerationsbedürftig? Benteli, Bern-Bümpliz 1912.
- Satiren und Burlesken. Benteli, Bern-Bümpliz 1913.
- Schule und Leben. Separatabzug aus dem Berner Intelligenzblatt. Bern 1913.
- Unser Steindruck. Hrsg. vom Verein schweizerischer Lithographie-Besitzer (auf die) Schweizerische Landesausstellung in Bern 1914. Fretz, Zürich 1914.
- Was der kleine Peterli an der Landesausstellung gesehen hat und wie er es zu Hause seinen Geschwistern erzählt. Kinderführer. Mit Genehmigung der Ausstellungsleitung. Büchler, Bern 1914.
- Schweizerische Zukunftspflichten. Selbstverlag, Bümpliz 1915.
- Wir Schweizer und unsere Beziehungen zum Ausland. Orell Füssli, Zürich 1917.
- Ausländische Einflüsse in der Schweiz. Orell Füssli, Zürich 1917
- Der «Bund» als Anschwärzer. Polygraphisches Institut, Zürich 1917.
- Ferdinand Hodler. Beiträge zur Erkenntnis seiner Persönlichkeit und seines Schaffens. Rascher, Zürich 1918.
- Was ich in England sah. Benteli, Bern-Bümpliz 1918.
- Admirale der englischen Flotte. Benteli, Bern-Bümpliz 1919.
- Wi’s öppe geit! Suter, Bern 1921.
- Ferdinand Hodler. Leben, Werk und Nachlass. In vier Bänden bearbeitet und herausgegeben von C. A. Loosli. Suter, Bern 1921–1924.
- Die trunkenen Demiurgen. Kosmische Satire. Suter, Bern 1922.
- Anstaltsleben. Betrachtungen und Gedanken eines ehemaligen Anstaltszöglings. Pestalozzi-Fellenberg-Haus, Bern 1924.
- Ich schweige nicht! Erwiderung an Freunde und Gegner auf ihre Äusserungen zu meinem «Anstaltsleben». Pestalozzi-Fellenberg-Haus, Bern 1925.
- Jaldabaot. Kosmisch-epische Dichtung. Pestalozzi-Fellenberg-Haus, Bern 1925.
- Sansons Gehilfe und andere Schubladen-Novellen. Pestalozzi-Fellenberg-Haus, Bern 1926.
- Die schlimmen Juden! Pestalozzi-Fellenberg-Haus, Bern 1927.
- Die Radioseuche! Selbstverlag, Bümpliz 1927.
- Erziehen, nicht Erwürgen! Gewissensfragen und Vorschläge zur Reform der Jugenderziehung. Pestalozzi-Fellenberg-Haus, Bern 1928.
- Emil Cardinaux. Eine Künstlermonographie. Brunner, Zürich 1928.
- Aus meinem Urnenhof. Berthoud, Bern-Bümpliz 1930.
- Die Juden und wir. Zürich 1930.
- Die Schattmattbauern. Roman. Selbstverlag, Bern-Bümpliz 1932; Rotpunktverlag, Zürich 2011, ISBN 978-3-85869-442-3.
- Bau- und Gliederungsgrundsätze für Erziehungs- und Versorgungsanstalten. Benteli, Bern-Bümpliz 1934.
- Umschalten oder Gleichschalten? Selbstverlag, Bern-Bümpliz 1934.
- Weisheit in Zweizeilern. Feuz, Bern 1934.
- Die «Geheimen Gesellschaften» und die schweizerische Demokratie. Separatabzug aus dem offiziellen Gutachten des überparteilichen gerichtlichen Experten im Berner Prozess betreffend die «Zionistischen Protokolle». Selbstverlag, Bern-Bümpliz 1935.
- Demokratie und Charakter. Scheuch, Zürich 1937.
- Erlebtes und Erlauschtes. Löpfe-Benz, Rorschach 1937.
- Schweizerdeutsch. Glossen zur schweizerischen Sprachbewegung. Birkhäuser, Basel 1938.
- Aus der Werkstatt Ferdinand Hodlers. Birkhäuser, Basel 1938.
- «Administrativjustiz» und Schweizerische Konzentrationslager. Selbstverlag, Bern-Bümpliz 1939.
- Der Gäng-hü Schlosser. Büchergilde Gutenberg, Zürich 1942.
- Aus Zeit und Leid. Gedichte. Oprecht, Zürich 1943.
- Die Berufslehre der bildenden Künstler und der Schriftsteller. Schriftenreihe des Kantonalen Lehrlingsamtes Bern. J. Kleiner, Bern 1943.
- Frank Behrens. Biel 1943.
- Ewige Gestalten. Novellen. Büchergilde Gutenberg, Zürich 1946.
- Der Mutzlikeller. Erzählungen. Graphia, Zürich 1947.
- Ida. Zum Andenken an meine am 14. Okt. 1950 verstorbene Frau Ida Loosli-Schneider. Selbstverlag, Bümpliz 1951.
- Psychotherapie und Erziehung. Ein Rückblick auf den Streit um die Arbeitserziehungsanstalt Uitikon. Selbstverlag, Bümpliz 1952.
- Alt-Vorsteher Hans Anliker zum 80. Geburtstag am 18. Juli 1953. Selbstverlag, Bümpliz 1953.
- Jugendliche Rechtsbrecherinnen. Sonderabdruck aus Gesundheit und Wohlfahrt. Orell Füssli, Zürich 1953.
- Erinnerungen an Carl Spitteler. Tschudy, St. Gallen 1956.
- Carl Albert Loosli, 1877–1959. Nonkonformist und Weltbürger. Eine freie Auswahl aus seinen Schriften von Rudolf Stalder. Mit Hinweisen auf Leben und Werk. In: Tages-Nachrichten. Münsingen 1972.
- Es starb ein Dorf! Büchergilde Gutenberg, Zürich 1975.
- Ihr braven Leute nennt euch Demokraten. Schriften zur Politik, Geschichte, Kunst und Kultur. Hrsg. v. Erwin Marti. Huber, Frauenfeld / Stuttgart 1980.
- Mys Ämmital. Gedichte. Mit CD (vorgetragen von Paul Niederhauser und von C. A. Loosli). Rotpunktverlag, Zürich 2009, ISBN 978-3-85869-388-4.
- Loosli für die Jackentasche. Hrsg. von Pedro Lenz. Rotpunktverlag, Zürich 2010, ISBN 978-3-85869-426-3.
- Carl Albert Loosli, Jonas Fränkel: «… dass wir beide borstige Einsiedler sind, die zueinander passen». Aus dem Briefwechsel, 1905–1958. Herausgegeben und mit einem Nachwort von Fredi Lerch und Dominik Müller. Unter Mitarbeit von Jael Bollag und Erwin Marti. Zürich, Chronos 2022, ISBN 978-3-0340-1653-7.